# Fred Solm
Fred Solm, geborener Alfred Solm (* 22. Januar 1899 in Frankfurt am Main, Deutsches Reich; † 1982) war ein deutscher Stummfilmschauspieler.

## Leben und Wirken
Der 1,89 Meter Körperhöhe messende Solm meldete sich 1915 im Alter von 16 Jahren an die Front und wurde einer Reitereinheit zugeteilt. Bis 1920 blieb Solm eingezogen, danach begann er mit einem Studium der Kunstgeschichte und ließ sich überdies in Dramaturgie unterweisen. Diese Studiengänge führten ihn nach Florenz und nach München. Nebenbei versuchte er sich auch als Schriftsteller. Im Berliner Künstlerlokal Schwannecke sprach er nach eigener Aussage mit einem Freund Conrad Veidts über Filmsujets und knüpfte so seinen ersten Kontakt zur Zelluloidbranche. Veidt überredete Solm dazu, sich anstatt auf das Verfassen von Drehbüchern lieber auf die Arbeit vor der Kamera zu konzentrieren. Schließlich begann Fred Solm ab 1926 als Filmschauspieler zu wirken.

## Filmografie
- 1926: Der Herr des Todes
- 1927: Der Meister der Welt
- 1927: Die berühmte Frau
- 1927: Die Lindenwirtin am Rhein
- 1927: Mein Leben für das Deine
- 1927: U 9 Weddigen
- 1928: Das Spreewaldmädel
- 1928: Die große Abenteuerin
- 1928: Dyckerpotts Erben
- 1928: Haus Nummer 17
- 1929: Unsichtbare Fesseln (The Single Standard)
- 1929: Marianne